# Maamun al-Kuzbari
Maamun (Ma'mun) Schafiq al-Kuzbari (arabisch مأمون الكزبري, DMG Maʾmūn al-Kuzbarī; * Dezember 1914 in Shagour, Damaskus; † 2. März 1998 in Beirut, Libanon) war ein syrischer Politiker.

## Studium
Nach dem Schulbesuch studierte er Internationales Recht an der Université Saint-Joseph in der großlibanesischen Hauptstadt Beirut (damals ein Ableger der französischen Universität Lyon) und war nach einer Tätigkeit als Rechtsanwalt schließlich Professor an der Universität Damaskus.

## Politische Laufbahn
Kuzbari begann seine politische Laufbahn in der unabhängigen Syrischen Republik 1952 mit der Wahl zum Abgeordneten des Parlaments als Vertreter von Damaskus. Vom Parlament wurde er daraufhin zum Sprecher gewählt, bis das Parlament 1953 nach dem Militärputsch von Adib asch-Schischakli aufgelöst wurde. Nach dem Sturz von Schischakli am 25. Februar 1954 war er aufgrund seiner vorherigen Position als Parlamentssprecher für zwei Tage amtierendes Staatsoberhaupt, ehe er das Amt des Präsidenten am 28. Februar 1954 an Haschim Chalid al-Atassi übergab.
Bei den anschließenden Neuwahlen wurde er wiederum zum Abgeordneten des Parlaments gewählt und übernahm in den nächsten vier Jahren bis Februar 1958 in den Kabinetten der Präsidenten al-Atassi und Schukri al-Quwatli abwechselnd die Ämter des Ministers für Justiz (Februar bis September 1955), Erziehung (September 1955 bis Juni 1956) sowie für Arbeit und soziale Angelegenheiten. Bereits im Mai 1956 wurde er amtierender Präsident der Universität Damaskus. Im Februar 1958 gehörte er zur syrischen Regierungsdelegation zur Unterzeichnung der Union mit Ägypten, die zur Vereinigten Arabischen Republik (VAR) wurde.
Als es nach dem Putsch der syrischen Armee am 27. September 1961 zur Auflösung der VAR kam, wurde er am 29. September 1961 als Präsident mit der Bildung einer provisorischen Regierung beauftragt, der überwiegend Technokraten sowie Hochschullehrer angehörten. In dieser Regierung übernahm er selbst als amtierender Staatspräsident das Amt des Außenministers sowie des Verteidigungsministers. In seiner Funktion als Staatsoberhaupt rief er Neuwahlen zwei Monate nach der Bildung seiner Regierung aus, um dadurch die demokratische Herrschaft und die Legitimierung durch das Volk zu erreichen. Am 20. November 1961 übergab er das Amt des amtierenden Präsidenten zunächst an Izzat an-Nuss, ehe am 14. Dezember 1961 Nazim al-Kudsi neuer Präsident wurde.
Bei den Wahlen wurde er im November 1961 wiederum zum Abgeordneten des Parlaments gewählt und wurde danach Parlamentspräsident. Als es am 9. März 1963 zu einem erneuten Militärputsch unter Louai al-Atassi kam, der letztlich zur Machtübernahme durch die Baath-Partei führte, verlor er sein Abgeordnetenmandat.
1964 ging er ins Exil nach Marokko und kehrte bis zu seinem Tode nicht in die Politik zurück.